# Sinta Ozoliņa
Sinta Ozoliņa-Kovala (ur. 26 lutego 1988 w Rydze) – łotewska lekkoatletka specjalizująca się w rzucie oszczepem.
Uczestniczka mistrzostw świata kadetów (Marrakesz 2005) oraz mistrzostw świata juniorów (Pekin 2006). 21 lipca 2007 w Hengelo  wywalczyła srebrny krążek mistrzostw Europy juniorów. W 2008 roku startowała w igrzyskach olimpijskich w Pekinie – z wynikiem 53,38 uplasowała się na 11. miejscu w finałowym konkursie oszczepniczek.  Dziewiąta zawodniczka młodzieżowych mistrzostw Europy (2009). W 2015 była siódma na mistrzostwach świata w Pekinie. Uczestniczka mistrzostw Europy w Amsterdamie (2016), w których odpadła po eliminacjach konkursu oszczepniczek. Reprezentantka Łotwy w zimowym pucharze Europy w rzutach lekkoatletycznych oraz w pucharze Europy.
Jej mężem jest wicemistrz olimpijski w rzucie oszczepem Ainārs Kovals.
Rekord życiowy: 64,38 (30 maja 2013, Ryga).

## Osiągnięcia
| Rok  | Impreza                        | Miejsce        | Lokata            | Wynik |
| ---- | ------------------------------ | -------------- | ----------------- | ----- |
| 2005 | Mistrzostwa świata kadetów     | Marrakesz      | el. – 25. miejsce | 39,34 |
| 2006 | I liga pucharu Europy          | Praga          | 5. miejsce        | 53,23 |
| 2006 | Mistrzostwa świata juniorów    | Pekin          | 6. miejsce        | 56,38 |
| 2007 | Zimowy puchar Europy w rzutach | Jałta          | 2. miejsce        | 55,03 |
| 2007 | Mistrzostwa Europy juniorów    | Hengelo        | 2. miejsce        | 57,01 |
| 2008 | Igrzyska olimpijskie           | Pekin          | 11. miejsce       | 53,38 |
| 2009 | Młodzieżowe mistrzostwa Europy | Kowno          | 9. miejsce        | 52,20 |
| 2010 | Mistrzostwa Europy             | Barcelona      | el. – 13. miejsce | 56,11 |
| 2011 | Mistrzostwa świata             | Daegu          | el. – 18. miejsce | 58,15 |
| 2012 | Mistrzostwa Europy             | Helsinki       | 6. miejsce        | 59,34 |
| 2012 | Igrzyska olimpijskie           | Londyn         | el. – 20. miejsce | 58,86 |
| 2014 | Mistrzostwa Europy             | Zurych         | 11. miejsce       | 57,82 |
| 2015 | Mistrzostwa świata             | Pekin          | 7. miejsce        | 62,20 |
| 2016 | Mistrzostwa Europy             | Amsterdam      | el. – 14. miejsce | 57,58 |
| 2016 | Igrzyska olimpijskie           | Rio de Janeiro | el. – 14. miejsce | 60,92 |